# Jochen Dornbusch

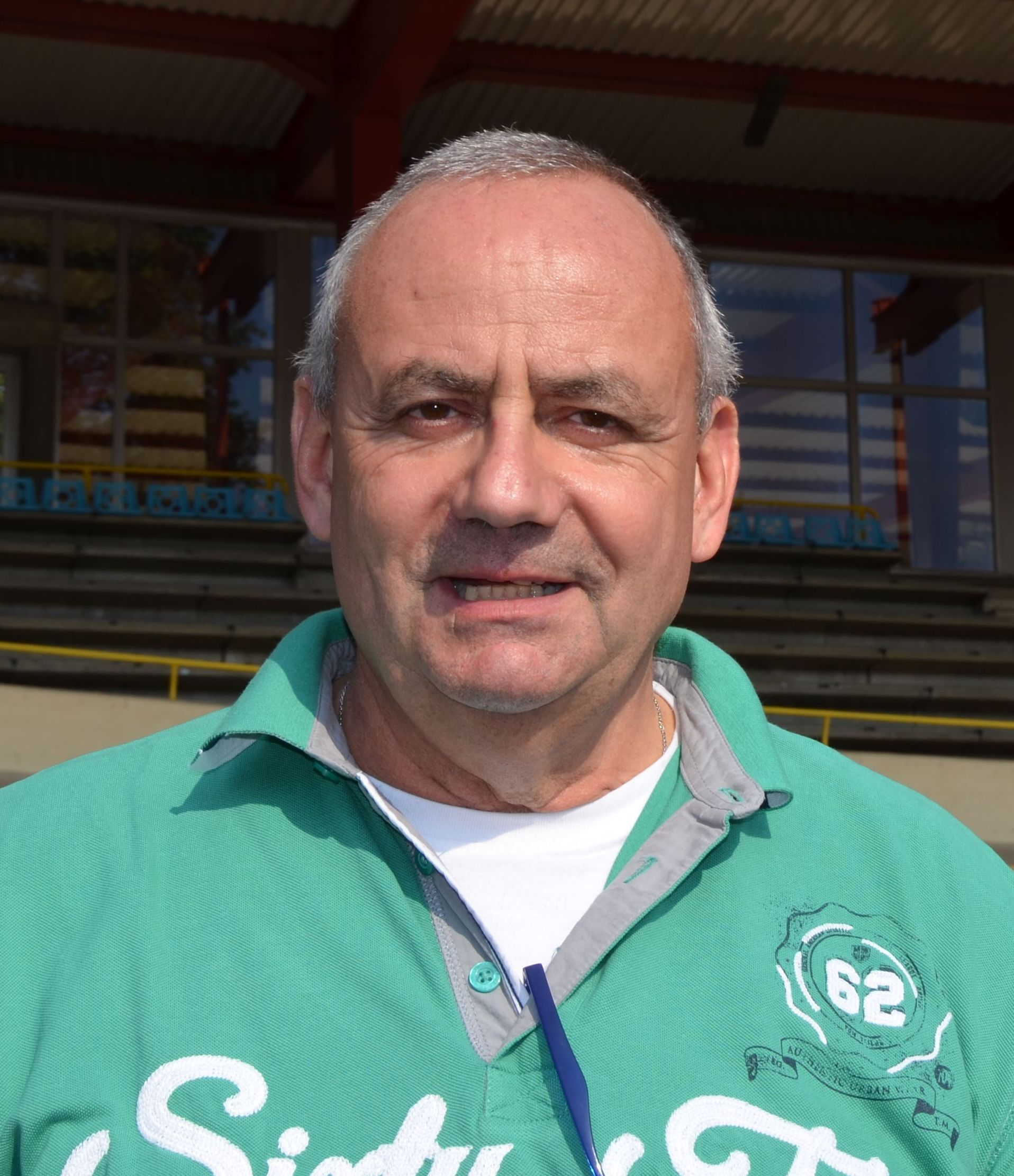
Jochen Dornbusch (2014)

Jochen Dornbusch (* 1. Februar 1957 in Duisburg) ist ein deutscher Radsporttrainer.
Von 1999 bis 2008 war Jochen Dornbusch (genannt JoDo) Trainer der deutschen Frauen-Radnationalmannschaft, die in dieser Zeit über 30 Medaillen errang. Schlagzeilen machte der Rauswurf der Fahrerin Larissa Kleinmann aus der Nationalmannschaft, da sie sich nach Ansicht des Trainers zu eigenmächtig auf die Olympischen Spiele 2008 vorbereitet habe. In einem offenen Brief warf die Sportlerin Dornbusch sowie dem Sportdirektor des Bundes Deutscher Radfahrer Burckhard Bremer „Machtgehabe und Willkür“ vor. Auch die Fahrerin Hanka Kupfernagel kritisierte Dornbusch im September 2008 öffentlich und warf ihm „Versagen“ vor.
2008 wechselte Dornbusch zur Equipe Nürnberger und nach deren Ende im Juli 2010 als Nationaltrainer nach Hongkong. Zwei Jahre lang war er für das Frauenteam von RusVelo tätig. Anschließend war er kurze Zeit für die Nachwuchsarbeit der US-amerikanischen Radsportverbandes verantwortlich, bis er im August 2013 neuer Landestrainer für die Frauen im Badischen Radsportverband wurde. Im September 2018 wurde er als neuer Cheftrainer des Brandenburgischen Radsportverbandes vorgestellt. Er trat das Amt zum 1. November 2018 als Nachfolger von Bernd Drogan an.